# Bézu-le-Guéry
Bézu-le-Guéry è un comune francese di 270 abitanti situato nel dipartimento dell'Aisne della regione dell'Alta Francia.

## Società

### Evoluzione demografica
Abitanti censiti